# Kormidium
Kormidium – grupa pączkujących osobników kolonii rurkopławów.